# معجم القراءات الشاذة الواردة عن القراء العشرة
معجم القراءات الشاذة الواردة عن القراء العشرة كتاب مكون من مجلد يحوي 400 صفحة وهو في الأصل تابع لدراسة تفسيرية لأثر القراءات الشاذة في المعنى التفسيري، احتوى هذا المعجم على ما تم استقراؤه من قراءات شاذة واردة عن القراء العشرة المشهورين الذين رووا القراءات العشر المتواترة.